# Corcondray
Corcondray ist eine französische Gemeinde mit 146 Einwohnern (Stand: 1. Januar 2022) im Département Doubs in der Region Bourgogne-Franche-Comté.

## Geographie
Corcondray liegt auf einer Höhe von 225 m über dem Meeresspiegel, etwa 15 Kilometer westlich der Stadt Besançon (Luftlinie). Das Dorf erstreckt sich in der leicht gewellten Landschaft zwischen den Flussläufen von Doubs im Süden und Ognon im Norden, in der Talmulde des Ruisseau de Corcondray nahe seiner Mündung in den Ruisseau de Pommeau.
Die Fläche des 5,38 km² großen Gemeindegebiets umfasst einen Abschnitt südlich des Ognon. Das Gebiet ist leicht gewellt und überwiegend von Acker- und Wiesland bestanden, daneben gibt es auch einige Waldflächen. Von Osten nach Westen wird es von der Talung des Ruisseau de Corcondray durchquert, der durch verschiedene Seitenbäche Zufluss erhält und für die Entwässerung über den Ruisseau de Pommeau und den Ruisseau de Recologne zum Ognon sorgt. Die Talmulden werden von Anhöhen flankiert, welche die Talaue meist weniger als 50 Meter überragen. Mit 298 m wird auf der Wasserscheide zwischen Ognon und Doubs ganz im Süden die höchste Erhebung von Corcondray erreicht.
Zu Corcondray gehört der Weiler L'Étang (235 m) in einer Talmulde südlich des Dorfes. Nachbargemeinden von Corcondray sind Lavernay im Norden, Villers-Buzon im Osten, Pouilley-Français und Saint-Vit im Süden sowie Ferrières-les-Bois und Corcelles-Ferrières im Westen.

## Geschichte
Seit dem 13. Jahrhundert bildete Corcondray eine eigene kleine Herrschaft unter der Oberhoheit der Herzöge von Burgund. Die Burg wurde 1477 von französischen Truppen in Brand gesteckt. Zusammen mit der Franche-Comté gelangte Corcondray mit dem Frieden von Nimwegen 1678 definitiv an Frankreich. Heute ist Corcondray Mitglied des Gemeindeverbandes Val Marnaysien.

## Sehenswürdigkeiten

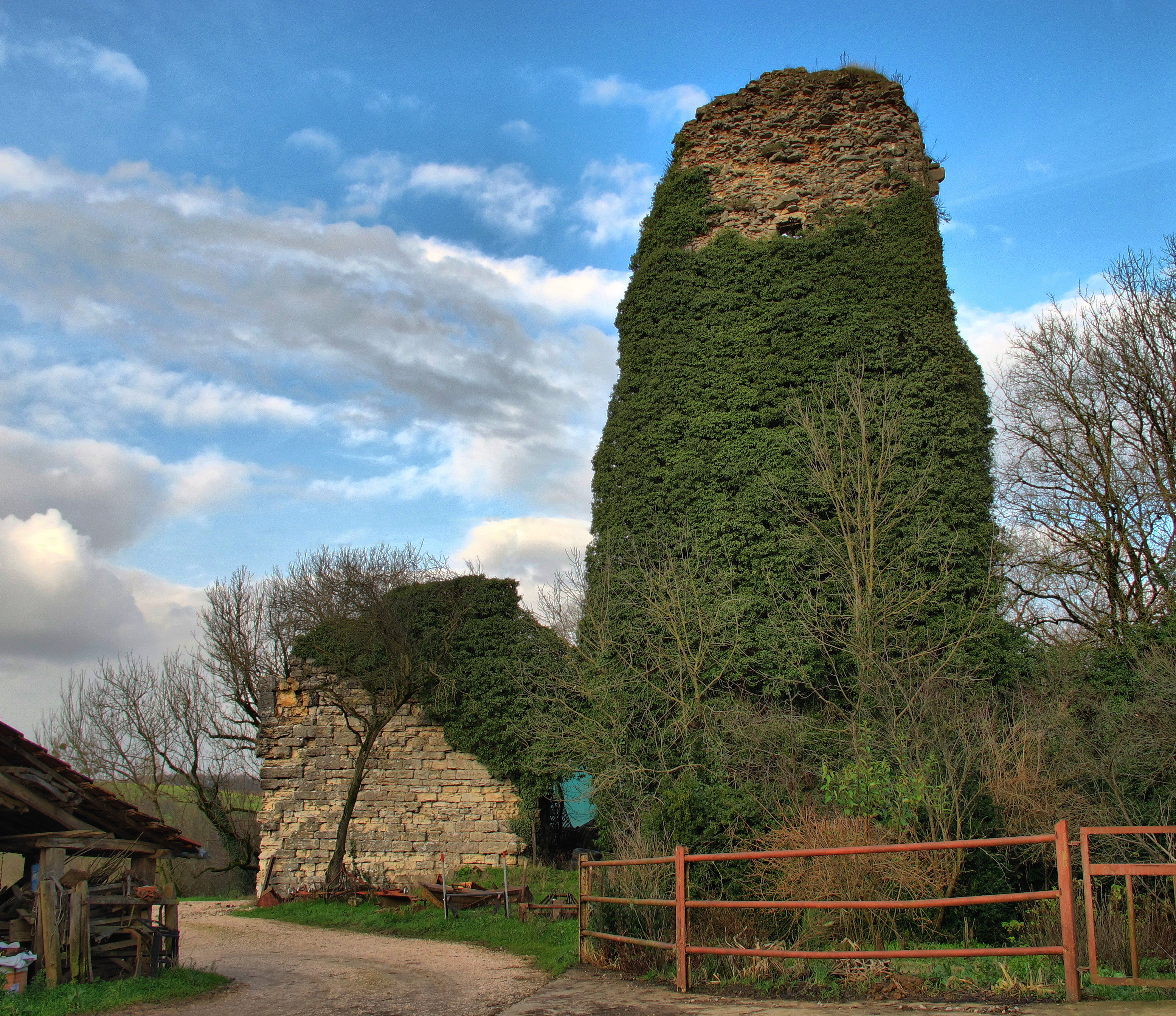
Turmruine des ehemaligen Herrschaftssitzes

Die Kirche Saint-Pierre-et-Paul wurde im 17. Jahrhundert errichtet. Vom ehemaligen Herrschaftssitz aus dem 13. Jahrhundert ist der ungefähr 20 m hohe, mächtige viereckige Turm erhalten. Der alte Ortskern ist geprägt durch verschiedene Häuser aus dem 17. bis 19. Jahrhundert im charakteristischen Stil der Franche-Comté.

## Bevölkerung
| Jahr                       | 1962 | 1968 | 1975 | 1982 | 1990 | 1999 | 2006 | 2016 |
| Einwohner                  | 96   | 102  | 108  | 118  | 127  | 130  | 120  | 144  |
| Quellen: Cassini und INSEE |      |      |      |      |      |      |      |      |

Mit 146 Einwohnern (Stand 1. Januar 2022) gehört Corcondray zu den kleinsten Gemeinden des Départements Doubs. Während des gesamten 20. Jahrhunderts bewegte sich die Einwohnerzahl stets im Bereich zwischen 90 und 130 Personen.

## Wirtschaft und Infrastruktur
Corcondray war bis weit ins 20. Jahrhundert hinein ein vorwiegend durch die Landwirtschaft (Ackerbau, Obstbau und Viehzucht) geprägtes Dorf. Daneben gibt es heute einige Betriebe des lokalen Kleingewerbes. Mittlerweile hat sich das Dorf auch zu einer Wohngemeinde gewandelt. Viele Erwerbstätige sind Wegpendler, die in der Agglomeration Besançon ihrer Arbeit nachgehen.
Die Ortschaft liegt abseits der größeren Durchgangsachsen an einer Departementsstraße, die von Franois nach Lantenne-Vertière führt. Der nächste Anschluss an die Autobahn A36 befindet sich in einer Entfernung von ungefähr neun Kilometern. Weitere Straßenverbindungen bestehen mit Lavernay und Ferrières-les-Bois.